# Pasar Onan Hurlang
Pasar Onan Hurlang is een bestuurslaag in het regentschap Tapanuli Tengah van de provincie Noord-Sumatra, Indonesië. Pasar Onan Hurlang telt 1762 inwoners (volkstelling 2010).